# Nieuw Ensemble
Het Nieuw Ensemble (NE) was een Nederlands ensemble gespecialiseerd in hedendaagse klassieke muziek, met een bijzondere plaats voor niet-westerse klassieke muziek. Chef-dirigent was Ed Spanjaard. Artistiek leider van het ensemble was Joël Bons.

## Algemeen
Het Nieuw Ensemble is ontstaan in 1980 en opgericht door Joël Bons en Arjan Ariëns Kappers. De basisbezetting bestond uit twaalf musici, waarin naast houtblazers, strijkers, piano en slagwerk ook tokkelinstrumenten als mandoline, gitaar en harp een opvallende plaats innemen.
Mede door de ongebruikelijke bezetting van het ensemble heeft het een uniek eigen repertoire opgebouwd van meer dan vijfhonderd stukken, speciaal geschreven voor het Nieuw Ensemble.
Het Nieuw Ensemble gaf regelmatig concerten in het Muziekgebouw aan 't IJ in Amsterdam.
Door bezuinigingen op de kunstbegrotingen van landelijke en regionale overheden ontvangt het Nieuw Ensemble sinds 2017 geen subsidies meer. Daarom werd in 2019 besloten de muziekgroep aan het einde van dat jaar op te heffen.

## Repertoire
Muziek van niet-westerse componisten nam een belangrijke plaats in in het repertoire van het Nieuw Ensemble. Het NE heeft een groot aantal componisten afkomstig uit onder andere Azerbeidzjan, Midden- en Zuid-Amerika en China geïntroduceerd. Van een aantal Chinese opera's heeft het Nieuw Ensemble de première gespeeld: Wolvendorp (Wolf Cub Village), Night Banquet en Fengyiting (Guo Wenjing), The Death of Oedipus en Life on a String (Qu Xiaosong), en Herinnering aan het Taiping Meer (Xu Shuya). In 1997 ging het ensemble voor het eerst op tournee naar China.
Daarnaast speelde het Nieuw Ensemble veel nieuwe muziek van Westerse componisten, als Pierre Boulez, Elliott Carter, Franco Donatoni, Brian Ferneyhough, Mauricio Kagel, Ton de Leeuw, György Ligeti, György Kurtág en Theo Loevendie. 
Behalve de eerder genoemde Chinese opera’s speelde het Nieuw Ensemble nog meer muziektheaterproducties: in 1995 (ter gelegenheid van vijftig jaar bevrijding) Hans Krasa’s kinderopera Brundibár en het door Viktor Ullmann in Theresienstadt geschreven Der Kaiser von Atlantis, op het Holland Festival van 1998 Robert Heppeners Een Ziel van Hout, in 2000 Franco Donatoni’s Alfred, Alfred in een productie van de Nationale Reisopera, in 2001 Johnny & Jones van Theo Loevendie en op het Holland Festival van 2004 Raaff van Robin de Raaff in een productie van De Nederlandse Opera. In 2004 speelde het NE de première van Shadowtime van Brian Ferneyhough in München, gevolgd door uitvoeringen in Londen en New York. 
Het Nieuw Ensemble stond aan de wieg van het Atlas Ensemble, dat dertig westerse en niet-westerse musici en hun instrumenten verenigt. Het Atlas Ensemble was ensemble in residence tijdens het Holland Festival 2004.

## Musici
- Harrie Starreveld
- Ernest Rombout
- Anna voor de Wind
- Hans Wesseling
- Helenus de Rijke
- Ernestine Stoop
- Paolo Gorini
- Herman Halewijn
- Angel Gimeno / Emi Ohi Resnick
- Frank Brakkee
- Jeroen den Herder
- Dario Calderone

## Bijzondere projecten
Het NE organiseerde regelmatig thematische festivals, zoals Complexity? (Rotterdam, 1991), Regels & Spel (Amsterdam, 1995), Improvisaties (1996) en het Tokkelfestival (1998) met westerse- en niet-westerse oude en nieuwe muziek, Het Verfijnde Oor (2003) over stemmingen en microtonen en Bezielde Tijd (2004) over ritme. Het ensemble speelde in internationale coproducties in Brussel, Parijs, München, Edinburgh, Lissabon, Straatsburg, Venetië, Warschau en Turijn.
Het Nieuw Ensemble werkte samen met de filmmakers Frank Scheffer en Eline Flipse in respectievelijk een documentaire over Pierre Boulez’ compositie Eclat en een documentaire over een ontmoeting met vijf Chinese componisten.
Educatief was het ensemble actief als ensemble in residence bij het Conservatorium van Amsterdam. Jaarlijks bracht het ensemble An Evening of Today, een premièreprogramma met werk van jonge componisten die studeerden aan de conservatoria van Amsterdam en Den Haag.

## Onderscheidingen
In 1998 werd het Nieuw Ensemble met de artistiek leider Joël Bons de Prins Bernhard Fonds Muziekprijs toegekend in verband met de uitgesproken avontuurlijke en speelse programmering die letterlijk en figuurlijk als grensoverschrijdend kan worden betiteld.

## Cd-opnamen
Cd-opnamen heeft het NE gemaakt met muziek van Franco Donatoni (1988), Brian Ferneyhough (1989), Roberto Gerhard (1996), Robert Heppener (1997), Theo Loevendie (1991), Elliott Carter (2003) en de opera Les Mamelles de Tirésias van Francis Poulenc in een bewerking van Bart Visman (2003).
Op het eigen label Zebra verschenen in 1994 "New Music from China", met speciaal voor het NE geschreven werk van Mo Wuping (Fan I, 1991, en Fan II, 1992), Guo Wenjing (She Huo, 1991), Chen Qigang (Poème Lyrique II, 1991), Xu Shuya (Chute en Automne, 1991), Qu Xiaosong (Yi, 1990) en Tan Dun (Circle with Four trios Conductor and Audience, 1992) en in 2001 de opera Wolf Cub Village van Guo Wenjing.